# Trémolat
Trémolat là một xã, nằm ở tỉnh Dordogne vùng Aquitaine của Pháp. Xã này có diện tích 14,03 kilômét vuông, dân số năm 2004 là 656 người. Xã nằm ở khu vực có độ cao trung bình 53 m trên mực nước biển.

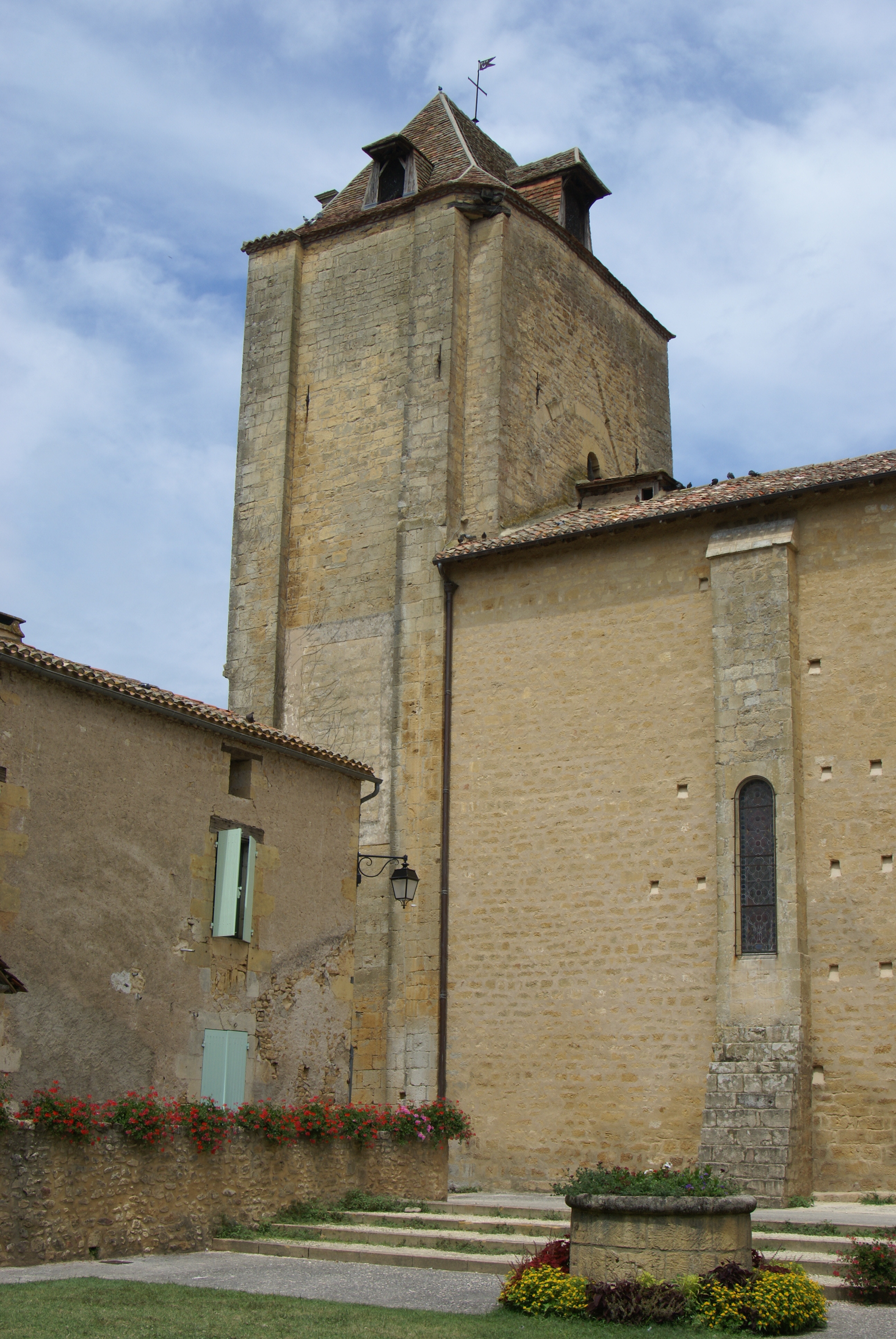
Nhà thờ Trémolat

## Hành chính
| Danh sách các xã trưởng                |                  |                |                       |          |
| Giai đoạn                              | Giai đoạn        | Tên            | Đảng                  | Tư cách  |
| tháng 3 năm 1977                       | tháng 3 năm 1989 | Michel Labroue | Đảng cấp tiến cánh tả | Avocat   |
| 1995                                   | đương nhiệm      | Éric Chassagne | không chính thức      | nông dân |
| Tất cả các dữ liệu trước đây không rõ. |                  |                |                       |          |

## Thông tin nhân khẩu
| Năm | 1962 | 1968 | 1975 | 1982 | 1990 | 1999 | 2004 | 2005 |
| --- | ---- | ---- | ---- | ---- | ---- | ---- | ---- | ---- |
| Dân số | 516  | 566  | 508  | 542  | 625  | 571  | 584  | 656  |
| From the year 1962 on: No double counting—residents of multiple communes (e.g. students and military personnel) are counted only once. |      |      |      |      |      |      |      |      |